# 石家荘永昌足球倶楽部
石家荘永昌足球倶楽部（漢音読み：せっかそう-えいしょう-そっきゅうくらぶ、英語：Shijiazhuang Ever Bright Football Club）は、中華人民共和国の河北省石家荘市をホームタウンとしていたプロサッカークラブ。
2021年に河北省滄州市に移転し滄州雄獅足球倶楽部（漢音読み：そうしゅう-ゆうし-そっきゅうくらぶ、英語：Cangzhou Mighty Lions F.C.）に名称変更した。
2025年1月6日、往年の債務のため新シーズンの参入資格を得られず、中国プロサッカーリーグから撤退し、解散することを発表した。

## 歴史
2001年
1月4日、アマチュアクラブの廈門東嶼行足球倶楽部が誕生し、アマチュアリーグに参加する。
2009年
福建省リーグで優勝。
2010年
全国アマチュアリーグで2位に入り、翌年の乙級リーグへの参加が決まる。
2011年
2月25日、廈門駿豪投資有限公司、厦門東嶼行進出口有限公司、厦門協晟工貿有限公司、廈門金盛鑫金属製品有限公司が共同出資し、クラブ名称を厦門駿豪足球倶楽部福建駿豪足球隊に変更。最初は廈門市のスタジアムをホームスタジアムとして使用していたが、福建省体育局の協力もあり最終的に竜岩体育中心を使用することになった。乙級リーグでは南区で優勝、プレーオフでも3位に入り、昇降格プレーオフで甲級リーグ最下位の貴州智誠足球倶楽部をPK戦の末に破り甲級リーグ昇格を決める。ホームスタジアムを福建省奥林匹克体育中心に移転。
2012年
12月4日、河北省石家荘市への移転を決定、福建駿豪集団と河北永昌集団がスポンサーに就いた。
2013年
1月18日、中国サッカー協会により「石家荘永昌駿豪足球倶楽部」へのクラブ名の変更が認められた。
12月、福建駿豪集団がクラブスポンサーから撤退、クラブ名称が石家荘永昌足球倶楽部となる。
2014年
石家荘永昌は多額の投資を行い、チーム史上初の外国人監督ヤーセン・ペトロフと契約し、孙昊晟や黄凤涛といった中国リーグの上位に長くいる強豪選手と契約した。 勝ち点57の石家荘永昌は、2014年中国1部リーグで武漢卓爾に得失点差で2位となり、2015年中国スーパーリーグへの出場権を獲得した。
2015年
石家荘永昌はクラブの総監督にヤーセン・ペトロフを採用し、シーズン当初はベネズエラ代表のロンドン、ザンビア代表ムレンガ、韓国代表チョンヨンヒョン、ブラジル代表デ・フェンディという4人の外国人助っ人を招聘した。 シーズン途中からは、ジョアンとデフェンディに代わって、ポルトガル人選手のルベン・ミケルとアイスランド人選手のグジョンソンを獲得し、最終的には中国スーパーリーグの7位でシーズンを終えた。 ホームグラウンドである裕彤国際体育中心は、そのシーズンCSLで最高の観客動員数を記録し、ホームで2敗しかしなかったことから、「悪魔のホームスタジアム」とも呼ばれた。
2016年
石家荘永昌は李小鵬が山東魯能に復帰したため、李金羽をクラブの総監督として採用した。 2016年の中国スーパーリーグでは、前半戦の成績不振により、監督のヤーセンが退任し、クラブのゼネラルマネージャーである李金羽が監督に就任したが、その後も成績が上がらず、最終的には16位で中国スーパーリーグに降格することとなった。
2016年末、永昌は元イラン代表監督のアフシン・ゴドビを監督として採用した。 マシューズとムレンガの2人の外国人を残留させ、ソウルFCの元AFCチャンピオンズリーグのゴールデンブーツ、アドリアーノを招聘た。 2017年シーズンは、3人の外国人が10ゴール以上を記録し、最終的に中国リーグで3位となった。 
2018年
石家荘永昌はシーズン初めにセルビアのベテランMFアラン・メルノヴィッチとコンゴ民主共和国の選手マプクを獲得した。 シーズン前半の成績不振により、ヘッドコーチのグテルビが退任し、元ブルガリア人監督のヤーセン氏が監督に復帰した。 シーズン中盤には、怪我以来1試合も出場していないマプーチュに代わり、元外国人のロンドンを招聘した。 結局、同シーズンのチームは中国1部リーグで6位となった。
2019年
1月、石家荘永昌は元中国スーパーリーグのゴールデンブーツ、AFCチャンピオンズリーグのゴールデンブーツのムリチー、元中国リーグのゴールデンブーツのモレロを獲得し、ホームスタジアムを河北奥林匹克体育中心に移した。 2019シーズンはマシューズ、ムリチー、モレロを外国人サポーターとして中国リーグでプレーしている。 シーズン途中でヤーセンヘッドコーチが退任し、アフシン・ゴドビ前監督がコーチとして復帰した。
11月2日、石家荘永昌は河北奥林匹克体育中心で35,613人のファンの前で新疆雪橋那軒に2-0で勝利し、1,102日ぶりに中国スーパーリーグに復帰し、2019中国リーグシーズンを2位で終えた。 この試合では、河北サッカー史上最大の観客動員数も記録された。 そのシーズン、チームの外国籍選手ムリキは21ゴールで中国リーグのシルバーブーツを獲得し、リザーブチームは中国リーグリザーブチームリーグで優勝し、河北省のプロサッカー史上初のトーナメント優勝の栄誉を手にした。
2020年
11月11日、石家荘永昌は15-16位決定戦で武汉卓尔に1-2で敗れ、中国スーパーリーグで最下位（16位）となり、中国1部リーグに降格した。
2021年
1月14日、同じ省の滄州市に移転し、正式に「滄州雄獅足球倶楽部」にクラブ名を変更した。
3月、江蘇足球倶楽部に中国スーパーリーグの資格がなかったため、滄州雄獅は降格を免除され、新シーズンの中国スーパーリーグでのプレーが許可された。
2025年
債務超過のため新シーズンの参入資格を得られず解散を発表した。

## タイトル

### 国内タイトル
- 乙級リーグ：1回
  - 2011(南区)

### 表彰
超級リーグ
- フェアプレー賞
  - 2015

## 過去の成績
| シーズン | ディビジョン | ディビジョン | ディビジョン | ディビジョン | ディビジョン | ディビジョン | ディビジョン | ディビジョン | ディビジョン | ディビジョン | 中国FAカップ |
| シーズン | リーグ       | 試           | 勝           | 分           | 敗           | 得           | 失           | 差           | 点           | 順位         | 中国FAカップ |
| -------- | ------------ | ------------ | ------------ | ------------ | ------------ | ------------ | ------------ | ------------ | ------------ | ------------ | ------------ |
| 2011     | 乙級リーグ   | 26           | 13           | 9            | 4            | 32           | 16           | +16          | 39           | 1位          | -            |
| 2012     | 甲級リーグ   | 30           | 12           | 10           | 8            | 41           | 32           | +9           | 46           | 3位          | 2回戦敗退    |
| 2013     | 甲級リーグ   | 30           | 10           | 10           | 10           | 26           | 25           | +1           | 40           | 8位          | 3回戦敗退    |
| 2014     | 甲級リーグ   | 30           | 17           | 6            | 7            | 42           | 25           | +17          | 57           | 2位          | 2回戦敗退    |
| 2015     | 超級リーグ   | 30           | 8            | 15           | 7            | 34           | 31           | +3           | 39           | 7位          | 3回戦敗退    |
| 2016     | 超級リーグ   | 30           | 7            | 9            | 14           | 28           | 53           | -25          | 30           | 16位         | 4回戦敗退    |
| 2017     | 甲級リーグ   | 30           | 14           | 12           | 4            | 48           | 34           | +14          | 54           | 3位          | 3回戦敗退    |
| 2018     | 甲級リーグ   | 30           | 12           | 9            | 9            | 43           | 38           | +5           | 45           | 6位          | 3回戦敗退    |
| 2019     | 甲級リーグ   | 30           | 18           | 2            | 10           | 59           | 42           | +17          | 56           | 2位          | 4回戦敗退    |
| 2020     | 超級リーグ   | 20           | 5            | 7            | 8            | 23           | 29           | -6           | 22           | 16位         | 1回戦敗退    |
| 2021     | 甲級リーグ   |              |              |              |              |              |              |              |              | 位           |              |

## 歴代監督
- ヤーセン・ペトロフ 2013-2016, 2018-2019
- アフシン・ゴトビ 2016-2018, 2019-2021

### DF
- 趙容衡 2015-2016
- ロドリゴ・デフェンジ 2015

### MF
- 朴庭秀 2012-2013
- 李春郁 2015-
- ミカエル 2015-2017

### FW
- カルロン 2014-2015
- エイドゥル・グジョンセン 2015
- 毛剣卿 2015-2016
- ヤコブ・ムレンガ 2015-2017
- マテウス 2016-
- 王軍輝 2016
- ホセ・カンテ 2022-2023